# Salticus palpalis
Salticus palpalis là một loài nhện trong họ Salticidae.
Loài này thuộc chi Salticus. Salticus palpalis được Richard C. Banks miêu tả năm 1904.